# Данканич Іван Васильович
Іван Васильович Данканич (нар. 23 грудня 1941, с. Доробратово, Іршавський район) — український підприємець у галузі будівництва.

## Біографія
Народився в селі Доробратово Іршавського району. Після закінчення Доробратівської середньої школи навчався у Львівському будівельному технікумі за спеціальністю «Технік-будівельник». У 1985 році без відриву від виробництва закінчив Ужгородський державний університет.
Працював майстром будівельного управління № 627 у місті Жданів Донецької області, з 1962 по 1965 рік проходив військову службу в лавах Радянської Армії. Демобілізувавшись, працював у Мукачівському БУ № 103 — ПМК-98 тресту «Закарпатбуд» майстром будівельно-монтажних робіт, виконробом, старшим виконробом, звідки був переведений заступником генерального директора ВО «Закарпатзалізобетон». У 1986 році повернувся в ПМК-98 (нині ЗАТ «Будівельне управління № 1») Мукачева, працював заступником начальника управління, в 1996 році обраний головою управління ЗАТ «Будівельне управління № 1» (БУ-1), де працює і нині.
Під його керівництвом підприємство стало одним з найкращих у будівельній індустрії краю та країни. Воно збудувало низку пріоритетних у місті Мукачевому та Закарпатській області об'єктів, у тому числі шкіл, лікарень, житлових будинків.
Депутат міської ради багатьох скликань.

## Відзнаки
Нагороджений орденом Трудового Червоного Прапора, грамотою Міністерства України з питань надзвичайних ситуацій. За визначні успіхи в роботі йому присвоєно звання заслуженого будівельника України.
Почесний громадянин міста Мукачева з травня 2005 року.
2007 року Патріарх Філарет нагородив Івана Данканича орденом святого Юрія Переможця за будівництво церкви на честь Успіня Божої Матері у Мукачеві.